# さくらフィナンシャルニュース
さくらフィナンシャルニュース(さくらふぃなんしゃるにゅーす)は、経済・法曹系のニュースサイト。「日本の真実」を伝えることを信念に、独自取材や経済のプロとしての見解等を掲載している。
2024年10月からノーベル経済学賞についてのコンテンツも追加。世界経済を分析しながら日本経済についての特徴や、問題点を独自の観点から述べている。

## 概要・来歴
2006年、旧ライブドアの上級執行役員だった山尾恭生が、ライブドアから独立して運営母体となる株式会社セレージャテクノロジーを設立。ライブドアなどのポータルサイトに、主に適時開示情報など金融系の情報を基にしたニュースの配信を始める。もともとのサイト名にある「さくら」は、山尾恭生が同年3月に結婚した山尾志桜里の名前から取られたものとされる。
2014年2月に、株式会社セレージャテクノロジーから独立した編集を担う運営母体として、株式会社さくらフィナンシャルニュースが設立され、株式会社セレージャテクノロジーから事業譲渡を受ける。「企業をめぐる訴訟案件（いわゆる商事案件）を軸とするサイトとして再出発した。
2024年6月に、メンバーのドバイ移住により海外経済への取材も開始。主に中東経済への取材を行い、日本との経済の違いについても解説をしている。

## メディアとしての特徴
- 東京高等裁判所の岡口基一裁判官が、さくらフィナンシャルニュースを自身のTwitterで何度か取り上げる[4]など、記載が拡散されることにより、法曹関係者や企業の総務法務関係者に一定の影響力を有していた。
- 「独自記事」の掲載をモットーに取材を行い、地上波では語られない視点から記事を執筆している。